# Marcipa curvilinea
Marcipa curvilinea är en fjärilsart som beskrevs av Pierre Joseph Pelletier 1978. Marcipa curvilinea ingår i släktet Marcipa och familjen nattflyn. Inga underarter finns listade i Catalogue of Life.